# Karel Cífka (hoteliér)
Karel Cífka (2. ledna 1864 Praha – 1929 Praha) byl český podnikatel, majitel pražského hotelu, zahradní restaurace a realit, tenista, spoluzakladatel a první předseda prvního českého tenisového klubu v Praze.

## Životopis
Narodil se jako třetí z pěti synů (celkem patnácti dětí) v rodině pražského hoteliéra a restauratéra Antonína Cífky (1824–1891), pocházejícího z Budyně nad Ohří, a jeho manželky Marie Schneiderové (1834–1886) . Jeho otec vedl jeden z nejvýznamnějších hotelů v tehdejší Praze, hotel U černého koně (Zum schwarzen Ross), který sídlil ve třítraktovém domě čp. 860/II, čp. 862/II a čp. 864/II na rohu ulic Senovážné a Na příkopech 24–28. Dále v Loděnicích u Berouna dal vysadit vinice, ze kterých dodával víno do hostince. V živnostech pokračoval i jeho syn. K hostům hotelu patřili mexický císař Maxmilián Habsburský, rakouský arcivévoda Rudolf, princ Jiří Pruský . Klasicistní objekty hotelu byly zčásti zbořeny koncem 19. století a kompletně roku 1934, na jeho místě v letech 1935–1941 postavena Živnostenská banka. Druhý hotel U arcivévody Štěpána na Koňském trhu Karel brzy prodal. Dále obchodoval s domy (např. malostranský čp. 612/III na Újezdě) a s pozemky na Žižkově (včetně zahradní restaurace Bezovka).

### Rodina
Karel po nedokončených studiích na České technice roku 1883 požádal o tříletou zahraniční cestu, ale 15. ledna roku 1884 narukoval na vojnu jako jednoroční dobrovolník. V zastoupení (!) se v katedrále sv. Víta v Praze 19. května 1886 oženil s Eugenií Terschovou, jedinou dcerou movitého staroměstského lékárníka Alexandra Tersche. Měli jedinou dceru Alexandru (*1892), v letech 1914–1917 provdanou za pražského podnikatele a primátora Emiliána Františka rytíře Skramlíka.
Z Karlových bratrů byli veřejnosti známí: Jindřich (1857–1912) podnikatel, od r. 1904 spolumajitel hotelu U černého koně; Josef Cífka (1867-1948), důstojník rakouské c. a k. armády a rovněž průkopník českého tenisu, Antonín Cífka (1870-1940), sládek a akcionář Smíchovského pivovaru; synovec Jindřich (*1884), průmyslník, spoluvlastník hotelu U černého koně.

### Tenis
Kromě hotelů Karel Cífka provozoval na Štvanici zahradní restauraci blízko tenisových kurtů. Jako nadšený tenista byl spoluzakladatelem a prvním předsedou Prvního českého lawn-tenis klubu v Praze.